# Skeneopsis alaskana
Skeneopsis alaskana är en snäckart som beskrevs av Dall 1919. Skeneopsis alaskana ingår i släktet Skeneopsis och familjen Skeneopsidae. Inga underarter finns listade i Catalogue of Life.